# Sturmvogelbach
Koordinaten: 62° 13′ 0″ S, 58° 58′ 0″ W
Der Sturmvogelbach ist ein Bach im Südosten der Fildes-Halbinsel von King George Island, der größten der Südlichen Shetlandinseln. 
Er entspringt im Zentrum der Südberge am südöstlichen Fuß des Trollbergs, fließt in Form eines geneigten ∫ zum nordöstlich gelegenen Petrel Lake (auf der deutschen Karte von 1984 als „Sturmvogelsee“ beschriftet) und nach Durchfließen des Sees weiter nach Osten über Strandterrassen zur Hydrographers Cove („Hydrographenbucht“ auf der Karte), einer Nebenbucht der Maxwell Bay.
Er erreicht die Bucht in dem Bereich, wo 1985 die chinesische Große-Mauer-Station errichtet wurde.
Im Rahmen zweier deutscher Expeditionen zur Fildes-Halbinsel in den Jahren 1981/82 und 1983/84 unter der Leitung von Dietrich Barsch (Geographisches Institut der Universität Heidelberg) und Gerhard Stäblein (Geomorphologisches Laboratorium der Freien Universität Berlin) wurde der Bach – in Anlehnung an den Namen des Sees – zusammen mit zahlreichen weiteren bis dahin unbenannten geographischen Objekten der Fildes-Halbinsel neu benannt und dem Wissenschaftlichen Ausschuss für Antarktisforschung (Scientific Committee on Antarctic Research, SCAR) gemeldet.
Weiter östlich auf King George Island trägt ein Zufluss der Admiralty Bay den Namen Petrel Creek, also sinngemäß ebenfalls „Sturmvogelbach“.